# 維尼亞斯新城
14°14′N 90°28′W / 14.233°N 90.467°W
維尼亞斯新城（西班牙語：Pueblo Nuevo Viñas），是危地馬拉的城鎮，位於該國南部，由聖羅薩省負責管轄，面積290平方公里，海拔高度1,169米，2002年人口20,165，人口密度每平方公里69.53人。